# Jamie Hislop
James Donald „Jamie“ Hislop (* 20. Januar 1954 in Sarnia, Ontario) ist ein ehemaliger kanadischer Eishockeyspieler und -trainer, -funktionär und -scout, der im Verlauf seiner aktiven Karriere zwischen 1972 und 1984 unter anderem 373 Spiele für die Nordiques de Québec und Calgary Flames in der National Hockey League (NHL) sowie 213 weitere für die Cincinnati Stingers in der World Hockey Association (WHA) auf der Position des rechten Flügelstürmers bestritten hat. Im direkten Anschluss an seine Spielerkarriere war Hislop mit Unterbrechungen als Trainer, Funktionär und Scout bis 2018 für die Calgary Flames und Minnesota Wild in der NHL tätig.

## Karriere
Hislop verbrachte seine Juniorenkarriere zwischen 1972 und 1976 an der University of New Hampshire und ging dort seinem Studium nach, nachdem er in der Saison 1971/72 noch in den unterklassigen Juniorligen seiner Heimatprovinz Ontario bei den Stratford Cullitons gespielt hatte. Während seiner Zeit an der Universität lief der Flügelspieler für die Universitätsmannschaft in der ECAC Hockey, einer Division im Spielbetrieb der National Collegiate Athletic Association (NCAA), auf. Im Verlauf der vier Spielzeiten bei den Wildcats wurde der Stürmer zweimal ins First All-Star Team der Division berufen und stand auch einmal im East First All-American Team der gesamten NCAA. Bereits nach seinem zweiten Collegejahr wurde er sowohl im NHL Amateur Draft 1974 in der achten Runde an 140. Stelle von den Canadiens de Montréal aus der National Hockey League (NHL) als auch im WHA Amateur Draft 1974 in der vierten Runde an 49. Position von den Cleveland Crusaders aus der zu dieser Zeit mit der NHL konkurrierenden World Hockey Association (WHA) ausgewählt. Hislop beendete jedoch zunächst im Sommer 1976 sein Studium in Sportwissenschaft und sammelte in 119 Einsätzen insgesamt 209 Scorerpunkte – zu diesem Zeitpunkt ein Universitätsrekord.
Nach der erfolgreichen Beendigung seines Studiums entschied sich der Kanadier in den Profibereich zu wechseln. Da die Canadiens de Montréal aufgrund ihres hochkarätigen Kaders kein Interesse an ihm hatten, schloss er sich als Free Agent den Cincinnati Stingers aus der WHA an. Dies war möglich geworden, nachdem die Cleveland Crusaders aufgelöst worden waren und die Transferrechte somit verfielen. In seiner ersten Profispielzeit pendelte Hislop zwischen dem WHA-Kader der Stingers und dem ihres Kooperationspartners, den Hampton Gulls aus der Southern Hockey League (SHL). Nachdem die Gulls Ende Januar allerdings den Spielbetrieb eingestellt hatten, lief der 23-Jährige fortan ausschließlich für die Stingers auf. Dort steigerte er sich von Jahr zu Jahr und erreichte in der Saison 1978/79 – dem letzten Spieljahr der WHA vor ihrer Auflösung – mit 70 Scorerpunkten seinen Karrierebestwert.
Zur Spielzeit 1979/80 nahm die NHL vier Franchises der aufgelösten WHA auf. Die Spieler der drei übrig gebliebenen Teams – darunter auch die Cincinnati Stingers – wurden im WHA Dispersal Draft, der im Rahmen des NHL Expansion Draft 1979 abgehalten wurde, auf die vier NHL-Neulinge aufgeteilt. Hislop wurde dabei von den Winnipeg Jets ausgewählt, nachdem Montréal darauf verzichtet hatte, seine NHL-Rechte weiter zu behalten. Jedoch wenige Tage nach dem Draft wurde er gemeinsam mit Barry Legge zu den Nordiques de Québec transferiert. Die Jets sicherten sich in dem Transfer im Gegenzug wiederum Barry Melrose. Für die franko-kanadische Organisation lief der Stürmer eineinhalb Spielzeiten lang auf, ehe er Ende Januar 1981 im Tausch für Torhüter Dan Bouchard zu den Calgary Flames geschickt wurde. Trotz des Wechsels lieferte der Stürmer in der Saison 1980/81 seine mit Abstand beste NHL-Spielzeit mit 56 Scorerpunkten ab. Zudem erreichte er im Verlauf der Stanley-Cup-Playoffs 1981 mit den Flames die Vorschlussrunde, in der sie an den Minnesota North Stars scheiterten. Schließlich lief Hislop noch bis zum Februar 1984 für Calgary auf. Bei einem Spiel Anfang Dezember 1983 wurde er durch die Kelle eines Eishockeyschlägers derart schwer an der Netzhaut verletzt, dass eine Operation im März 1984 unumgänglich geworden war und ihn schließlich dazu zwang, seine Karriere im Alter von 30 Jahren vorzeitig zu beenden.
Nach dem erzwungenen Rücktritt blieb Hislop jedoch der Organisation der Calgary Flames treu und arbeitete zunächst bis zum Ende der Saison 1984/85 als Assistenztrainer unter Cheftrainer Bob Johnson. Im Anschluss daran pausierte er einige Jahre und kehrte zur Spielzeit 1989/90 als Assistenztrainer in die International Hockey League (IHL) zurück. Dort war er zwei Jahre lang bei den Salt Lake Golden Eagles tätig, die in einer Kooperation mit den Calgary Flames standen. Ab dem Spieljahr 1991/92 war der Kanadier dann wieder für die Flames selbst tätig. Zunächst arbeitete er sechs Jahre lang bis zum Sommer 1997 als Trainer im Franchise – davon vier Assistenztrainer. In der Saison 1997/98 fungierte er als Director of Player Development, ehe er für die folgenden sieben Spielzeiten bis 2005 wieder als Trainer tätig war. Zwei Jahre lang beging er dabei seine dritte Amtszeit als Assistenztrainer. Im Sommer 2005 verließ Hislop die Organisation Calgarys nach insgesamt 14 Jahren und pausierte für eine Saison. Von 2006 bis 2018 war er abschließend zwölf Jahre als Scout bei den Minnesota Wild angestellt, bevor er sich im Alter von 64 Jahren vollends aus dem Eishockeygeschäft zurückzog. 

## Erfolge und Auszeichnungen
- 1975 ECAC First All-Star Team
- 1976 ECAC First All-Star Team
- 1976 NCAA East First All-American Team

## Karrierestatistik
(Legende zur Spielerstatistik: Sp oder GP = absolvierte Spiele; T oder G = erzielte Tore; V oder A = erzielte Assists; Pkt oder Pts = erzielte Scorerpunkte; SM oder PIM = erhaltene Strafminuten; +/− = Plus/Minus-Bilanz; PP = erzielte Überzahltore; SH = erzielte Unterzahltore; GW = erzielte Siegtore; 1 Play-downs/Relegation; Kursiv: Statistik nicht vollständig)